# عبد الرحمن الدجاني
عبد الرحمن الدجاني هو أول رئيس لبلدية القدس في الفترة من 1863 إلى 1882.

## العمل
كان من وظائف ومهمات رئيس البلدية في ذلك العهد مأمورية الأنبار (العنابر) في الحكومة المحلية، فكان يشتري ما يحتاج إليه المتصرفون، وجنرال الدولة وجنودها من طعام وشراب.
نظراً لكونه أول رئيس لبلدية القدس، فقد قررت بلدية المدينة مؤخراً تخليد ذكراه بإطلاق اسمه على أحد الشوارع في حي بيت حنينا، شمالي القدس.